# Clifford Bax
Clifford Bax (13 de julio de 1886-18 de noviembre de 1962) fue un escritor, poeta, periodista, traductor y dramaturgo inglés. Además, tradujo las obras de Goldini al inglés; era hermano del compositor Arnold Bax.

## Biografía
Clifford Bax nació en Londres en el año 1886 y se educó en Slade, pero allí abandonó la pintura para escribir. Después de ir a la escuela, vivió en Londres, donde era amigo de Gustav Holst, James Agate, Arthur Ransom, Aleister Crowley, quien lo introdujo a Frieda Harris y John Symonds. Desde 1908 hasta 1914 Bax editó el periódico Theosofical Orpheus, donde trabajaba con Cllan Bennett y editaba las obras de Jakob Boehme. Su primera obra de teatro fue en 1912, los Comepoemas de Isaphon. Entusiasta del cricket, era amigo de C. B. Fry y escribió una biografía de W.G. Grace.